# Winstons algoritme
Het programma van Winston of Winstons algoritme is een algoritme dat wordt gebruikt in machinaal leren. Het werd in 1970 gepubliceerd door de Amerikaanse computerwetenschapper Patrick Winston.

## Werking
Het algoritme kan categorieën leren aan de hand van voorbeelden. Het representeert kennis met behulp van semantische netwerken. Categorisatie is het (menselijk) vermogen om dingen in verzamelingen in te delen. Winstons algoritme gebruikt voorbeelden en tegenvoorbeelden om een definitie van een  categorie te construeren. Een semantisch netwerk is een netwerk dat semantische relaties tussen begrippen weergeeft. Het netwerk van een categorie wordt door het algoritme telkens zo aangepast, dat de voorbeelden er onder vallen en de tegenvoorbeelden uitgesloten worden.

### Pseudocode

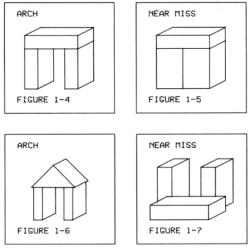
Leer stappen voor concept 'boog'.

In pseudocode:
```
representeer
 de nieuwe observatie

voorspel
 of de representatie past binnen het semantisch netwerk

als
 voorspelling correct 
dan
:

behoud
 het bestaande semantisch netwerk

als
 voorspelling incorrect 
dan
:

identificeer
 de verschillen tussen de representatie en het semantische netwerk

kies
 de verschillen en gebruik deze om het netwerk te:

generaliseren
 
indien
 de observatie een tegenvoorbeeld is

specialiseren
 
indien
 de observatie een voorbeeld is
```

## Leren
Winstons algoritme is een vorm van gecontroleerd leren (supervised learning). Bij gecontroleerd leren krijgt een algoritme observaties (samples) als input, die door de controleur (supervisor) op een bepaalde bruikbare manier ('voorbeeld' of 'tegenvoorbeeld') worden gelabeld.
Kenmerkend voor het programma van Winston is dat elk voorbeeld of tegenvoorbeeld de definitie van een concept ingrijpend kan veranderen. Één verkeerd voorbeeld kan een opgebouwde definitie in de war gooien. Daarom zijn leertechnieken onderzocht die informatie meer gradueel opbouwen. Ook  neurale netwerken leren op een graduele manier: elk nieuw voorbeeld levert slechts een kleine bijdrage aan de uiteindelijke waarde van de verbinding tussen cellen.